# Sinus Aestuum
Sinus Aestuum  es una bahía lunar, más precisamente, una formación basáltica de estructura similar a un mare  que se encuentra en el área central de la cara visible de la luna. Su nombre significa en latín  «bahía ardiente».  Fue llamada así por el astrónomo Giovanni Riccioli (1598-1671), denominación que fue aceptada oficialmente por la Unión Astronómica Internacional en 1935.

## Características de la formación
La superficie basáltica tiene una forma que se aproxima a un círculo de 316.5 kilómetros de diámetro. El centro de Sinus Aestuum está en las coordenadas selenográficas 12° norte y  8° oeste. Hacia el suroeste continúa en una  depresión del terreno de forma redondeada hasta el ecuador lunar. Esta extensión basáltica, de aspecto similar  pero algo más grande, se considera también parte integrante de esta misma formación en algunas cartas lunares. El enorme cráter Eratosthenes conforma el límite noroeste del Sinus Aestuum, mientras que los Montes Apenninus marcan su límite por el norte. Hacia el este se encuentran el Mare Vaporum y el Sinus Medii,  y en el sur se eleva la montaña que rodea el Fra Mauro. En el este hay un relieve ondulado  que marca la transición hacia el Mare Insularum. En el borde occidental (al lado de Eratosthenes) la lava inundó la antigua muralla del cráter Stadius transformándolo en un palimpsesto. Un poco más al sur, el suelo muestra una coloración notoriamente más oscura. En las inmediaciones del cráter Gambart  hay un domo de lava. Muy cerca de allí se produjo el impacto de la sonda lunar Surveyor 2 que en 1966 no logró alunizar correctamente y resultó completamente destruida.